# Palio di Siena

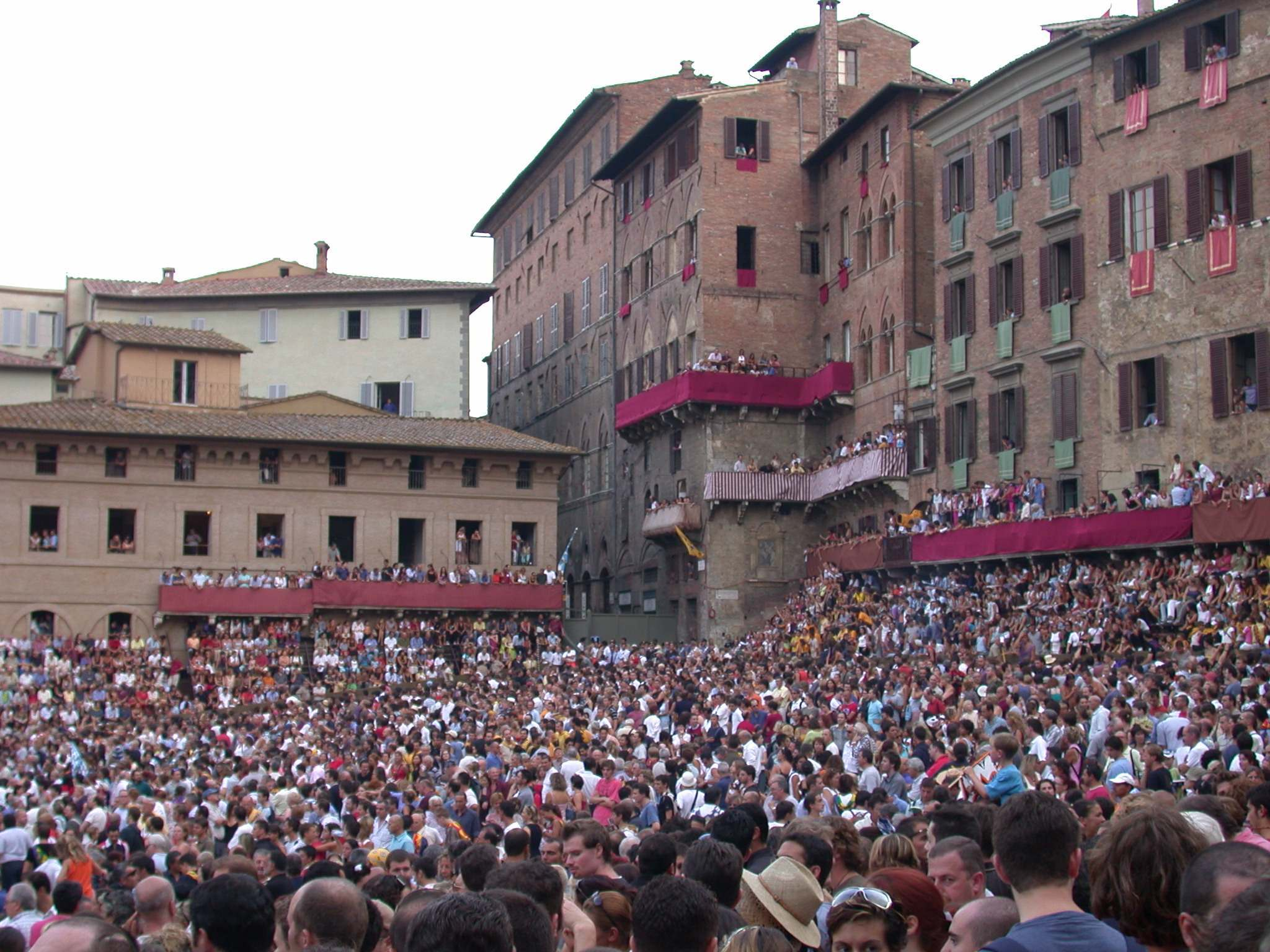
Torcida na Piazza del Campo

Palio di Siena é uma corrida de cavalos na Piazza del Campo, no centro da cidade italiana de Siena que ocorre nos dias 2 de julho e 16 de agosto, desde o século XIII.
Ocorre nestas datas porque as datas que acontece as corridas homenageiam a Nossa Senhora da Providência (2 de julho) e Nossa Senhora da Assunção (16 de agosto).
Um total de 17 bairros (contrada) participam desta corrida, que desfilam pela praça “Piazza del Campo” com trajes tradicionais (chamados monturas) e bandeiras, mas a corrida em si é feita somente por dez cavalos, cada um de uma contrada, de três regiões da cidade, que são escolhidos por sorteio. Cada bairro tem suas cores e hino. Ganha o cavalo que chegar primeiro, após três voltas ao redor da praça, mesmo que o jóquei já tenha caído. O prêmio é um estandarte (palio) criado exclusivamente para cada evento, por um artista local ou de fora. Nos dias de corrida os habitantes e turistas concentram-se no centro da Piazza del Campo para assistir ao evento. As arquibancadas ao redor da praça ficam cobertas de apoiantes organizados (contradaiolos) que cantam os hinos de cada contrada. As 17 contradas são: Aquila, Bruco, Civetta, Chiocciola, Drago, Giraffa, Istrice, Leocorno, Lupa, Nicchio, Oca, Onda, Pantera, Selva, Tartuca, Torre e Valdimontone.